# Antoni Tyzenhauz

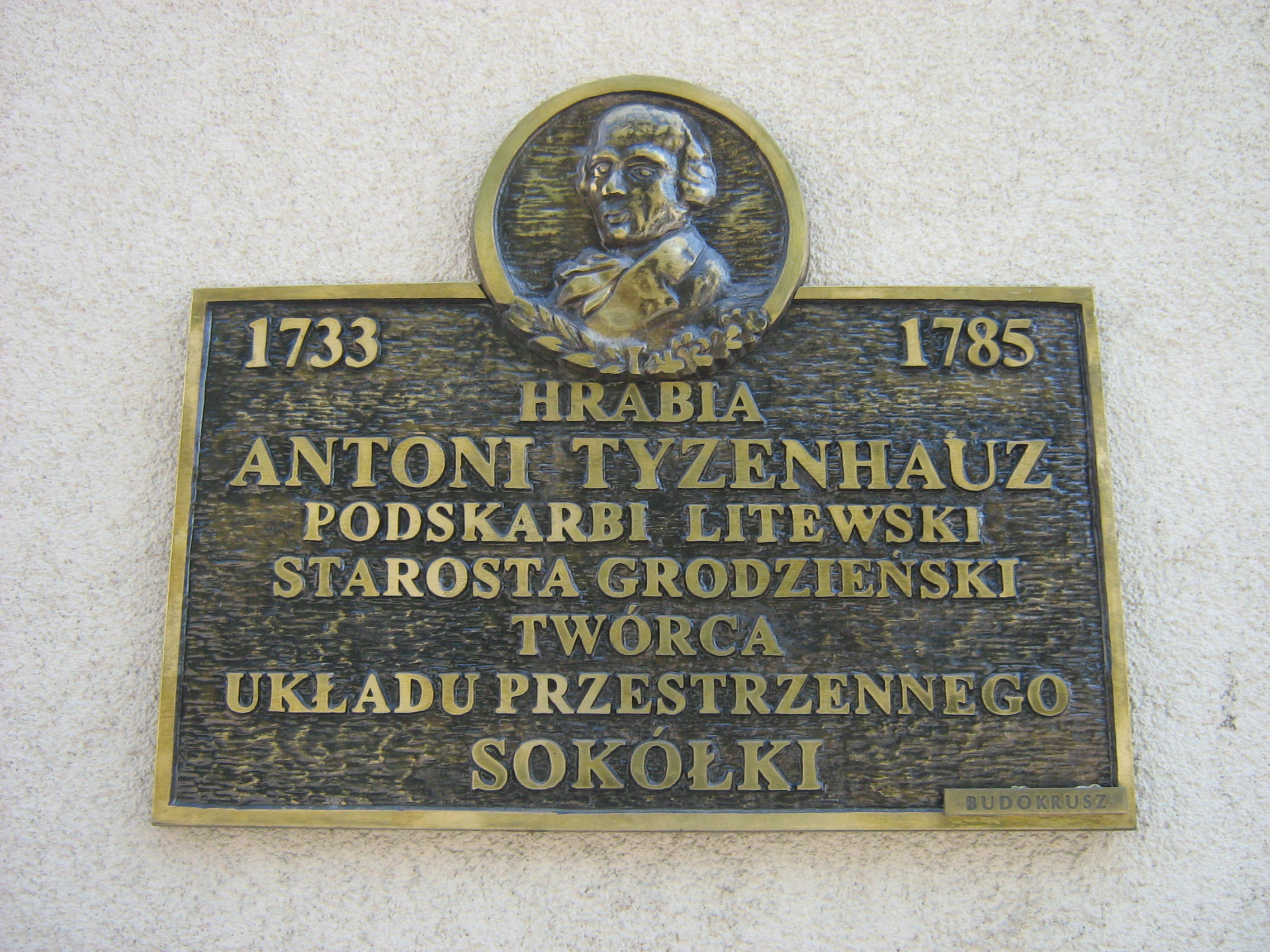
Tablica poświęcona pamięci Antoniego Tyzenhauza na ścianie Muzeum Ziemi Sokólskiej w Sokółce

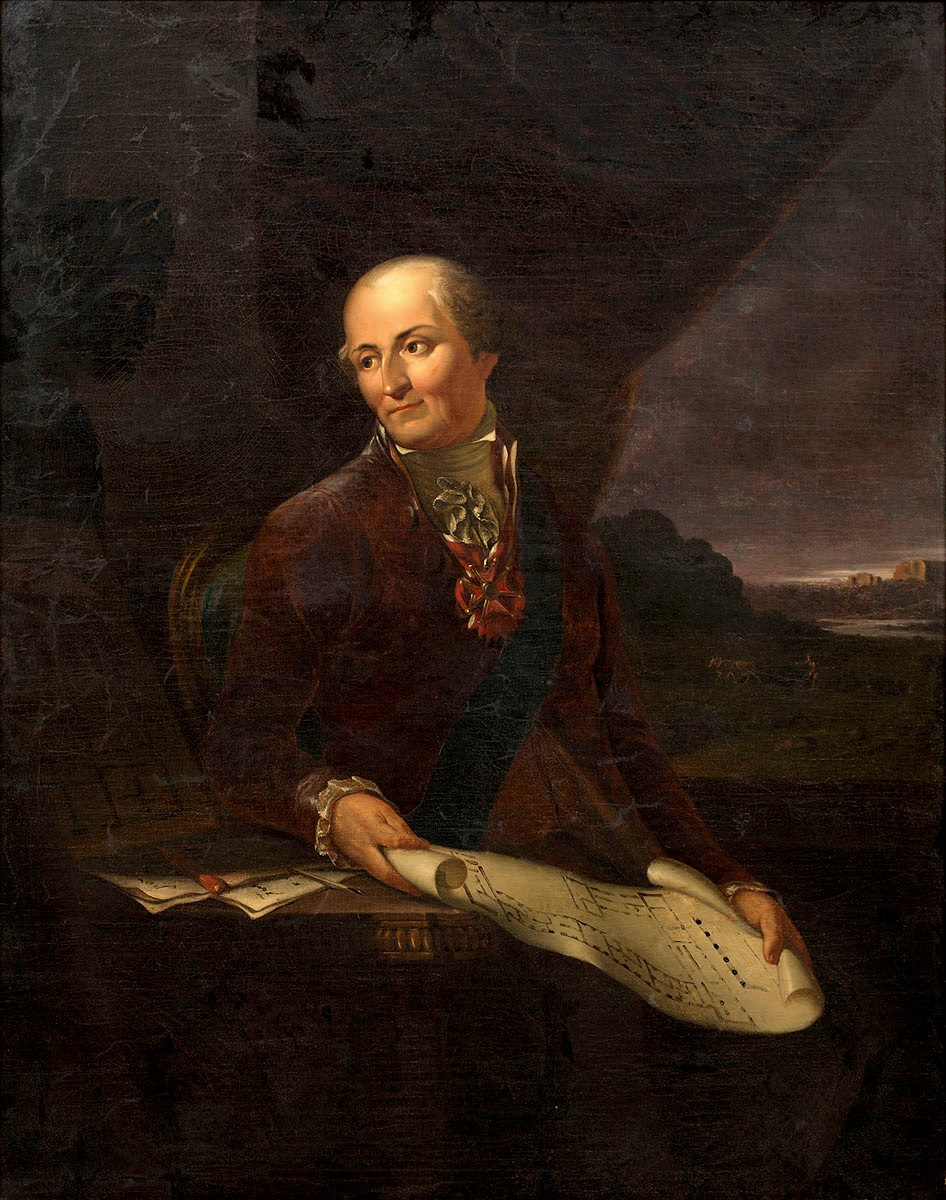
Jan Rustem, Portret Antoniego Tyzenhauza

Antoni Tyzenhauz lub Antoni Tyzenhaus herbu Bawół (ur. 1733 w Nowojelni, zm. 31 marca 1785 w Warszawie) – podskarbi nadworny litewski w 1765 roku, starosta grodzieński w latach 1765-1785, pisarz wielki litewski 1762–1764, koniuszy litewski 1764–1765, podstoli grodzieński w latach 1758-1762, podstarości grodzieński do 1763 roku, w latach 1765–1780 zarządca litewskich ekonomii królewskich, członek Komisji Skarbu Jego Królewskiej Mości w 1768 roku, w 1771 odznaczony Orderem Orła Białego. 
W pierwszych dwóch dekadach panowania Stanisława Augusta był jednym z najbardziej wpływowych polityków w Wielkim Księstwie Litewskim; według Jerzego Michalskiego „niemal monopolizował politykę królewską” na tym obszarze do 1780 roku.

## Życiorys
Poseł powiatu grodzieńskiego na sejm 1760 roku. Poseł na sejm nadzwyczajny  1761 roku z powiatu grodzieńskiego. Marszałek powiatu grodzieńskiego  w konfederacji generalnej Wielkiego Księstwa Litewskiego w 1764 roku. Był posłem na sejm konwokacyjny (1764). Na sejmie konwokacyjnym 1764 roku wyznaczony do Komisji Skarbowej Wielkiego Księstwa Litewskiego. Poseł z powiatu grodzieńskiego na sejm elekcyjny 1764 roku,  jako deputat podpisał jego pacta conventa. W 1764 roku podpisał elekcję Stanisława Augusta Poniatowskiego. Był posłem na sejm koronacyjny 1764 roku z powiatu grodzieńskiego. W 1766 roku był posłem na Sejm Czaplica z powiatu grodzieńskiego.
W latach 1765–1780 zarządzał królewskimi majątkami na Litwie. Przeprowadził uprzemysłowienie okolic Grodna (m.in. obecnych dzielnic – Łosośny i Horodnicy) oraz Sokółki, którą rozbudował, dokonując przestrzennej przebudowy miasta, z zachowanym do czasów współczesnych układem urbanistycznym wokół dawnego rynku) budując 50 dużych manufaktur królewskich płócien, konfekcji, powozów. Pod jego rządami dynamicznie rosły przychody dóbr królewskich, co zyskało mu przychylność króla. Tyzenhaus był niezwykle aktywny. Meliorował pola, budował drogi, kanały, prowadził handel zagraniczny, założył szkołę lekarską, ogród botaniczny i zreorganizował pobór podatków na Litwie.
Rozwój gospodarczy odbywał się jednak kosztem chłopów. Tyzenhauz mocno zwiększył obciążenia chłopów, zamienił czynsz na pańszczyznę, tam, gdzie było to możliwe. Podniósł pańszczyznę w innych okolicach. Wywołało to bunt chłopów w 1769 roku, 2 tys. włościan zebranych w Janiszkach i Szawlach organizowało napady na dwory, karczmy, magazyny i atakowało urzędników królewskich. Bunt został stłumiony. Tyzenhaus zmuszał chłopów do pracy w manufakturach. 
Kariera Tyzenhausa zakończyła się katastrofą, chłopi masowo uciekali z administrowanych przez niego terenów. W okresie jego rządów ubyło 40 wsi i 1875 gospodarstw chłopskich. W 1780 roku przychody z dóbr administrowanych przez Tyzenhausa wynosiły 2.4 mln złotych, aż 800 tys. wynosił jednak deficyt. Tyzenhaus został oskarżony o defraudację tych środków. Podobno zatrzymywał dla siebie 1/4 dochodów z dóbr królewskich, mieszkał w pałacu i opłacał swoją własną prywatną orkiestrę, teatr oraz balet.
Był członkiem konfederacji radomskiej 1767  roku. Był posłem na Sejm Repninowski. 23 października 1767 wszedł w skład delegacji Sejmu, wyłonionej pod naciskiem posła rosyjskiego Nikołaja Repnina, powołanej w celu określenia ustroju Rzeczypospolitej.  Członek konfederacji Andrzeja Mokronowskiego w 1776 roku
Upamiętnieniem dzieła Antoniego Tyzenhauza jest organizowany od 2022 r.   przez  Sokólski Ośrodek Kultury  festiwal o nazwie „Tyzenhauz Fest” w Sokółce. Od 2023 r. festiwal nosi nazwę „Festiwal Tyzenhauza”,  wyróżniony w 2023 r.  w  20. edycji konkursu na Najlepszy Produkt Turystyczny.

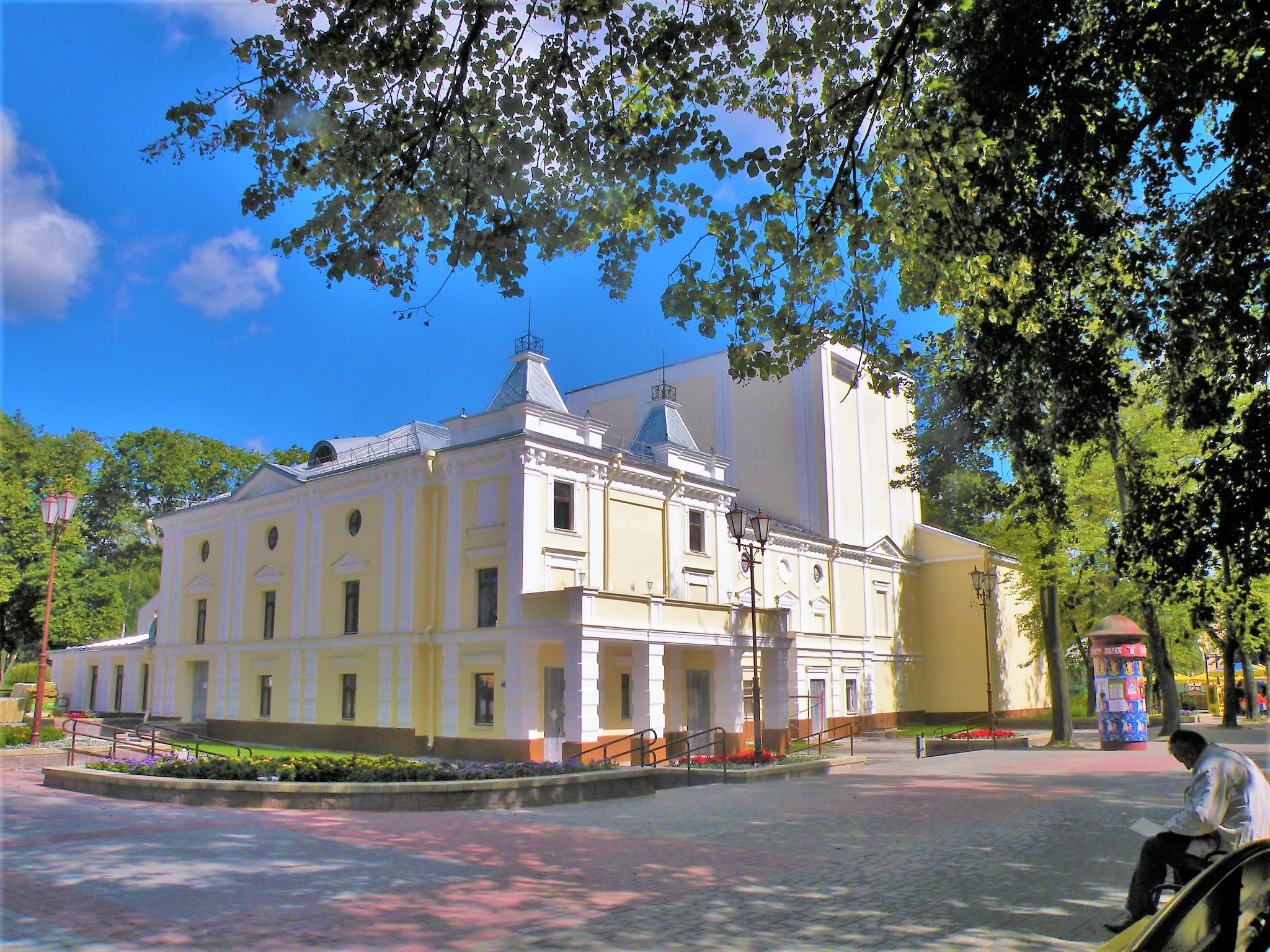
Teatr w Grodnie wzniesiony przez Antoniego Tyzenhauza, obecnie Teatr Lalek

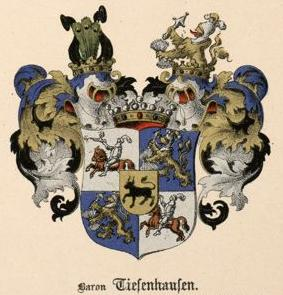
Herb Barona Tyzenhauza

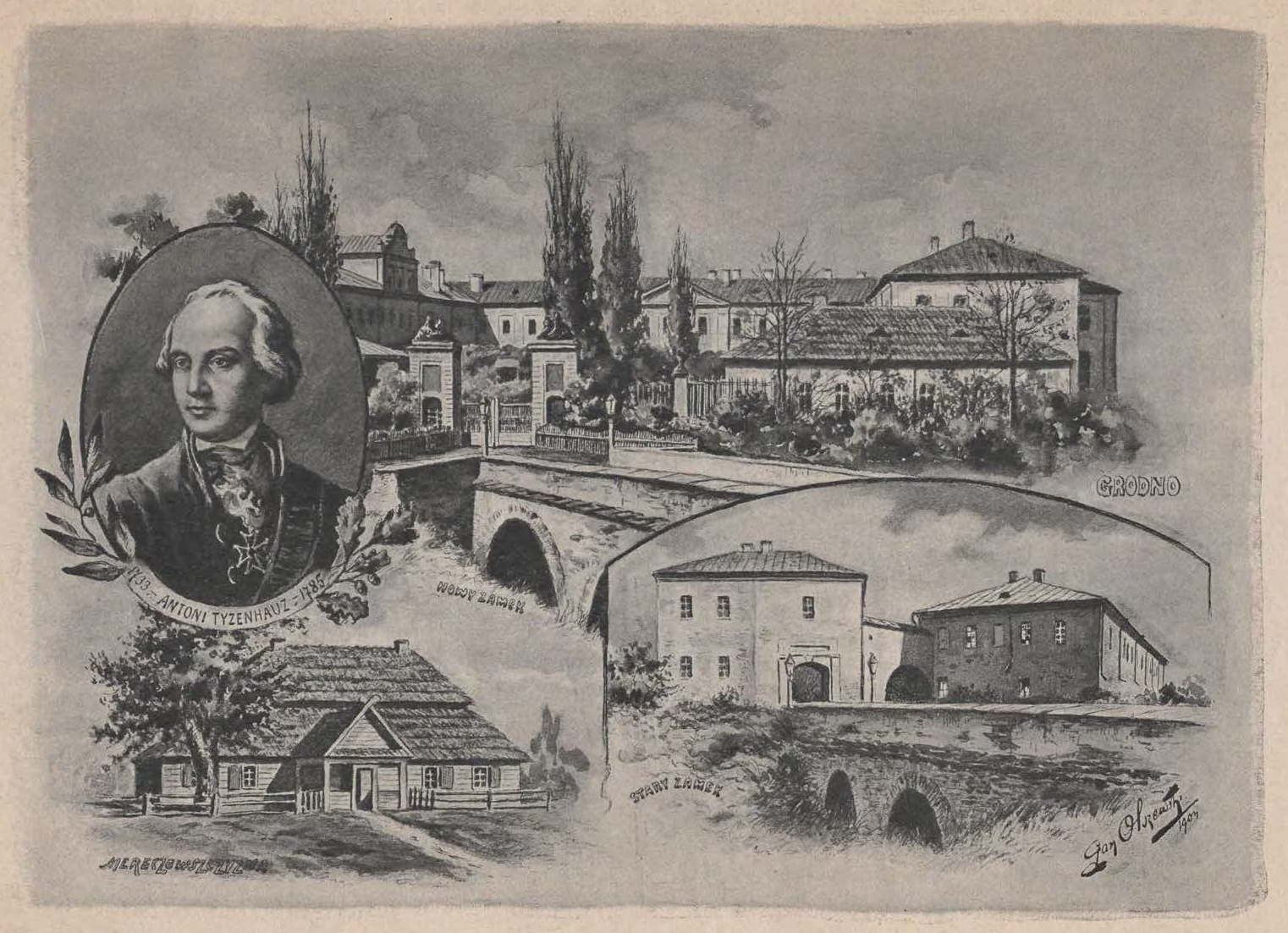
Antoni Tyzenhauz. Stary i Nowy Zamek w Grodnie oraz dwór Tadeusza Kościuszki w Mereczowszczyźnie

## Kalendarium
1733 – urodził się Antoni Tyzenhauz, syn Benedykta
lata 40. XVIII w. – kolegium jezuickie w Wilnie
lata 50. XVIII w. – pobyt na dworze Czartoryskich w Wołczynie
1761 – poseł na sejm
1764 – elekcja Stanisława Augusta Poniatowskiego
1765–1780 – podskarbi nadworny litewski
1769 – powstanie szawelskie w dobrach na Żmudzi
1778 – podróż po Europie; spotkanie z Janem Jakubem Rousseau
1780 – niewypłacalność manufaktur; dymisja
1783 – proces o nadużycia; zajęcie przez sąd osobistego majątku Tyzenhauza
1784 – uwolnienie przez sejmową komisję od zarzutu defraudacji; zwrot majątku
31 marca 1785 – śmierć Antoniego Tyzenhauza w Warszawie. Pogrzeb w rodzinnej posiadłości w Żołudku.
W 1765 został kawalerem Orderu Świętego Stanisława.